# Vlakový zabezpečovač
Vlakový zabezpečovač (často označovaný VZ) nebo vlakové zabezpečovací zařízení (VZZ) je technické zařízení, jehož úkolem je zvyšovat bezpečnost dopravy tím, že kontroluje strojvedoucího, zda dodržuje limitní parametry jízdy vlaku. V případě jejich nerespektování spustí rychločinné brzdění.
Vlakové zabezpečovací zařízení se dle umístění skládá z části traťové a mobilní.
Mobilní část (palubní) je umísťována na hnací vozidla, případně řídící vozy. Může sloužit i k přenosu a zobrazování návěstí na stanoviště strojvedoucího. Její součástí je tlačítko bdělosti.
Traťová část je součástí železniční infrastruktury a sestává z prvků umístěných podél trati a v kolejišti.
Podle způsobu přenosu informací mezi tratí a vlakem se dělí na:
- liniová (LVZ)
- bodová
- semiliniová - působí v délce trati přerušovaně

## Liniová

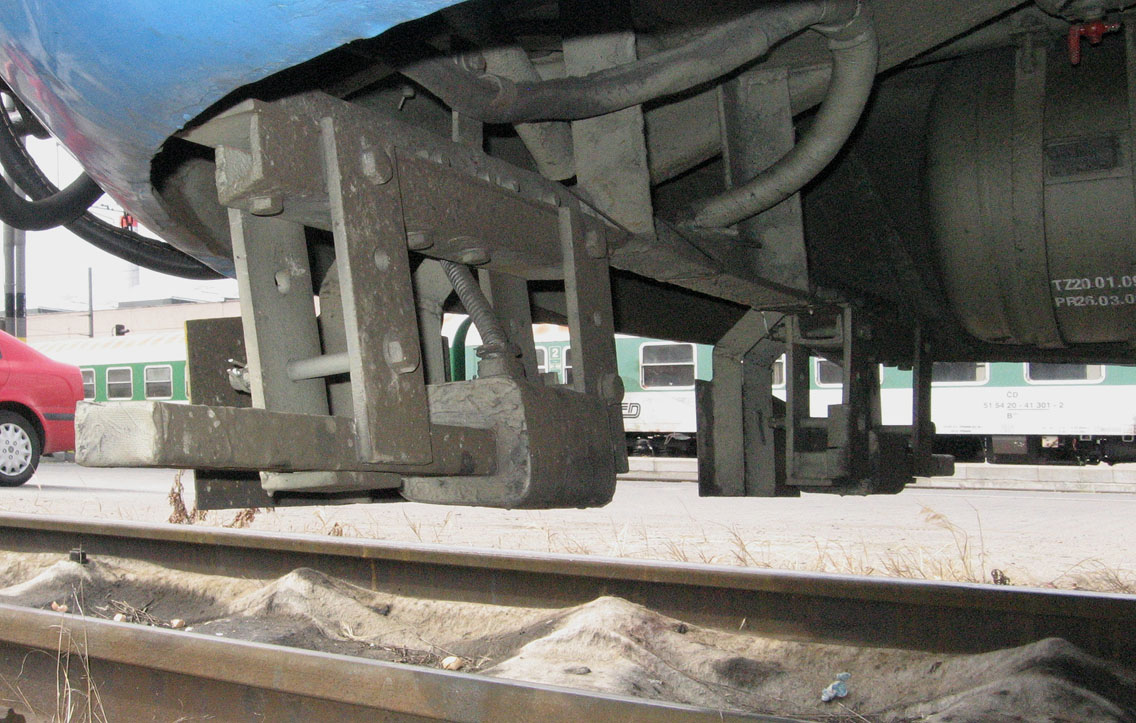
Snímače zabezpečovače LS na elektrické jednotce řady 451

Přenášejí návěst v celém úseku před návěstidlem, výhodou je prakticky okamžité zaznamenání změny návěstního znaku na vozidle. Nevýhodou bývá nespecifikovaná vzdálenost k návěstidlu. K liniovým systémům patří:
- LS (Československo a následně Česko a Slovensko)
- MIREL (Slovensko a Česko)
- EVM 120 (Maďarsko)
- RS4 Codici (Itálie)
- ALSN (Rusko)
- ATB (Nizozemsko)

## Bodová

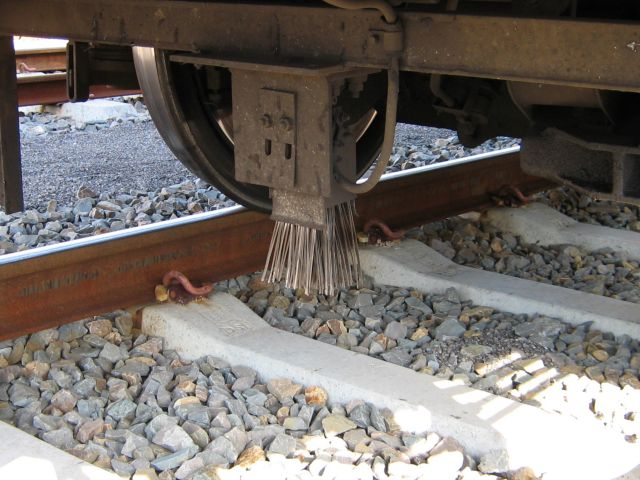
Kartáčový snímací kontakt zabezpečovače Krokodýl

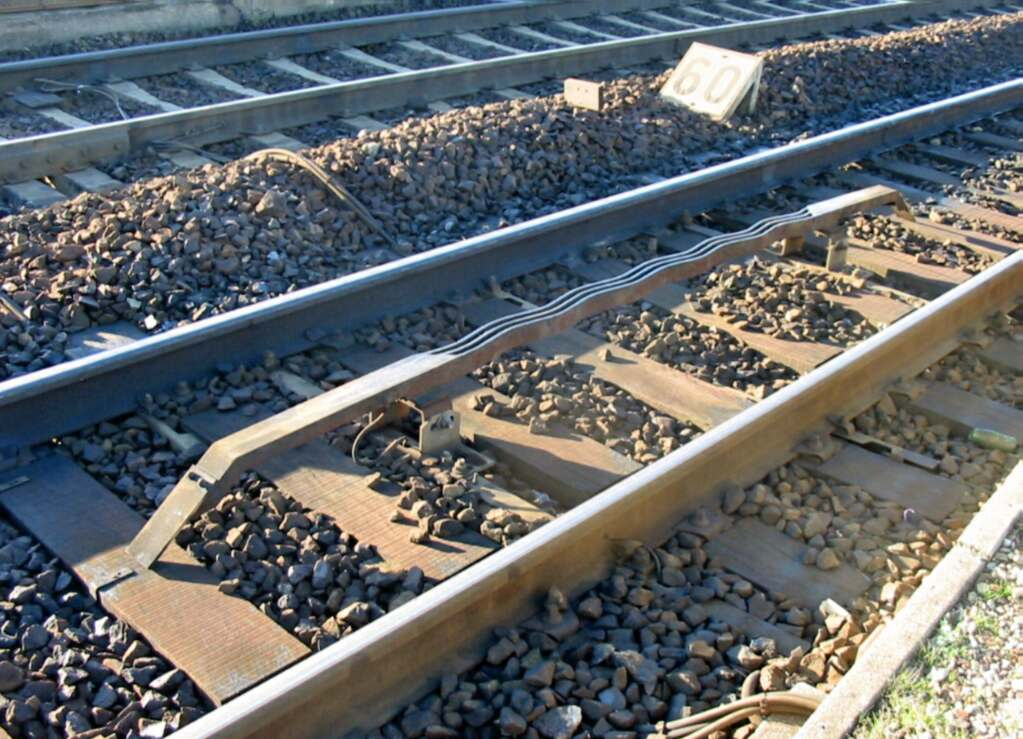
Vysílací (pevná) část zabezpečovače Krokodýl

Přenášejí návěst v okamžiku průjezdu vozidla přes přenosový bod. Výhodou je možnost přesně definovat vzdálenost k návěstidlu polohou bodu, ve kterém dochází k přenosu návěsti. Nevýhodou je nemožnost zaznamenání změny návěstního znaku v průběhu jízdy od přenosového bodu k návěstidlu. To se dá částečně eliminovat použitím doplňkových přenosových bodů, popřípadě smyček. K bodovým systémům patří:
- Jízdní zarážka – předchůdce všech bodových zabezpečovačů. Používá ji například berlínský S-Bahn nebo pražské metro.
- Krokodýl (Francie, Belgie, Lucembursko)
- Indusi a odvozené – PZ80, PZB90 (Německo, Rakousko, Rumunsko, Kanada)
- Integra-Signum (Švýcarsko)
- ZUB 121 (Švýcarsko)
- SHP (Polsko)
- AWS (Velká Británie, Irsko, Indie)
- TPWS (Velká Británie, Severní Irsko, Austrálie)
- EBICab 700 (Švédsko, Norsko, Portugalsko, Bulharsko)
- EBICab 900 (Středomořský koridor, Norsko)

## Moderní vlakové zabezpečovače
Moderní vlakové zabezpečovače spojují výhody obou historických systémů – liniový přenos informace (ne vždy) spolu s přesným udáním polohy vozidla. Nejpodstatnější vlastností je to, že na řídící stanoviště vlaku přichází celková informace o délce a rychlostním profilu úseku před vlakem, pro který je povolena další jízda. Pokud se blíží omezení rychlosti nebo konec úseku, zařízení zobrazuje maximální bezpečnou rychlost, která průběžně klesá dle tzv. brzdné křivky. Je-li tato rychlost překročena, spouští se nouzové brzdění, aby vlak neprojel za hranici úseku, pro který má povolenou jízdu. Tyto zabezpečovače maximálně eliminují možnost chyby způsobené nesprávnou obsluhou či nepozorností. Údaje přenášené na vozidlo lze využít i pro automatické řízení vlaku.
Skládají se ze:
- stacionární (traťové) části (centrální, popř. distribuovaná) autonomní zařízení převážně závislá na stavových datech SZZ, zajišťující zpracování potřebných informací na dané trase a jejich následný přenos na pohybující se vlak s určitou garancí přenosu.

- mobilní části, která je instalována na jednotlivých soupravách (popř. vozidlech) a která přijímá signály nebo data ze stacionární částí, dekóduje je a na jejich základě poskytuje informace o následujícím úseku vlakové cesty strojvedoucímu, případně vozidlovému počítači, počítá brzdné křivky a při překročení maximální bezpečné rychlosti (návěstěné nebo vypočtené dle brzdové křivky) spouští nouzové brzdění.

Jednotlivé typy lze dobře třídit podle země původu:
- SCMT (Itálie)
- LZB (zejména Německo a Španělsko)
- ETCS (Evropa)
- CTCS (Čína)
- KLUB (Rusko a bývalé země SSSR)

## Zabezpečení v České republice
Část hlavních tratí je zabezpečena liniovým národním zabezpečovačem LS přenášejícím na hnací vozidlo návěstní znak a bývá spojen s kontrolou bdělosti strojvedoucího. Jízdu vlaku nevyhodnocuje a v nebezpečných situacích není schopen vlak místo strojvedoucího zastavit (na rozdíl od ETCS, v některých situacích i MIREL). 
Začátkem 21. století se začal budovat na české železniční síti interoperabilní evropský zabezpečovač  European Train Control System (ETCS), který kromě kontroly bdělosti strojvedoucího vyhodnocuje aktuální jízdu vlaku, zjišťuje geografickou polohu, přijímá digitální informace o stavu tratě a v případě selhání nebo omylu strojvedoucího vlak zastaví. 
Omezení rychlosti vlaku dle vlakového zabezpečovače:
- bez vlakového zabezpečovače – do 100 km/h,
- národní zabezpečovač LS – do 160 km/h,
- ETCS – do 450 km/h.[2]